# Christer Lech
Pehr Christer Halvarsson Lech, född den 30 mars 1926 i Stockholm, död den 9 februari 1987, var en svensk matematiker. Han var son till Halvar Lech. 
Lech blev filosofie doktor och docent i matematik vid Stockholms universitet 1960, laborator i matematik vid Uppsala universitet 1963 och professor i matematik vid Stockholms universitet 1965. Han utgav skrifter i algebra. 